# 宗義成
宗 義成（そう よしなり）は、対馬国府中藩2代藩主。

## 生涯
慶長9年1月15日（1604年2月14日）、初代藩主・宗義智の長男として生まれる。慶長20年（1615年）に父が死去すると、上京して大御所の徳川家康、第2代将軍の徳川秀忠と謁見した上で家督相続を許され、第2代藩主となった。同年4月から始まった大坂夏の陣にも徳川方として参戦し、丹波方面の守備を担当した。
元和3年（1617年）3月、従四位下に叙位される。その後は検地や菩提寺である万松院の創建、朝鮮通信使の待遇簡素化による財政節減、銀山開発などを積極的に行なって藩政の基礎固めに専念した。ところが寛永12年（1635年）、父が李氏朝鮮と己酉約条を結んだときに国書を偽造していたことなどが幕府に露見し、宗氏は改易の危機に立たされた。しかし第3代将軍・徳川家光は朝鮮との仲介役として宗氏を使うことが得策と考え、家光の直裁により家老の柳川調興らが処罰されるにとどまり、宗氏は改易を免れたのである（柳川一件）。
明暦3年10月26日（1657年12月1日）に江戸で死去。享年54。跡を長男の義真が継いだ。

## 系譜
- 父：宗義智（1568-1615）
- 母：威徳院 - 河村氏または阿比留氏
- 正室：福、養玉院 - 日野資勝の娘
  - 長男：宗義真（1639-1702）
- 側室：横松信直の娘
  - 次男：細川真春
- 生母不明の子女
  - 女子：福 - 松平隆綱室
  - 女子：長 - 太田資次継室
  - 女子：松平正信正室
  - 女子：勝 - 三条公富室